# Коньяк
Конья́к (фр. cognac) — крепкий алкогольный напиток (разновидность бренди), производимый из определённых сортов винограда по особой технологии во французском департаменте Шаранта (регион Новая Аквитания). В странах СНГ
коньяком именуется любой бренди, соответствующий принятым стандартам, вне зависимости от места производства.

## Название
Своё название напиток получил от имени города Коньяка (фр. Cognac), региона Новая Аквитания, департамента Шаранта, Франция. С окрестностями и самим городом Коньяк и связано появление этого алкогольного напитка.
Географические границы местности, в которой допускается производство коньяка, технология производства и само название «Коньяк» строго определены, регламентированы и закреплены многочисленными законодательными актами Европейского союза. Коньяк является исконно французским продуктом.
Крепкие напитки других стран, а также напитки, произведённые во Франции вне департамента Шаранта, даже если они получены дистилляцией виноградных вин, произведённых в регионе Новая Аквитания, не имеют права именоваться коньяком на международном рынке, такие напитки принято называть бренди.

### В СССР и странах постсоветского пространства
В СССР коньяком назывался любой бренди, производимый по технологии, близкой к технологии производства настоящего коньяка.
На территории бывшего СССР наибольшей популярностью пользовались армянские (заводы, принадлежавшие Шустову в Ереване и Одессе), кизлярские, грузинские и молдавские бренди.
В соответствии с действующим законодательством Российской Федерации, коньяк — спиртной напиток с содержанием этилового спирта не менее 40 процентов объёма готовой продукции (за исключением коньяка с защищенным географическим указанием, коньяка с защищенным наименованием места происхождения, коллекционного коньяка), который произведен из коньячных дистиллятов, полученных фракционной дистилляцией (перегонкой) виноматериалов, произведённых из винограда, и выдержан в дубовых бочках или дубовых бутах либо в контакте с древесиной дуба не менее трёх лет. Коньяк с защищенным географическим указанием, коньяк с защищенным наименованием места происхождения, коллекционный коньяк должны иметь содержание этилового спирта не менее 37,5 процента объёма готовой продукции. Коньячный дистиллят, выдержка которого составляет более пяти лет, выдерживается в дубовых бочках или дубовых бутах. Коньяк, выдержка которого составляет более пяти лет, производится из коньячных дистиллятов, прошедших полный цикл производства дистиллятов (пункт 10.1 статьи 2 Федерального закона от 22 ноября 1995 г. N 171-ФЗ «О государственном регулировании производства и оборота этилового спирта, алкогольной и спиртосодержащей продукции и об ограничении потребления (распития) алкогольной продукции»).

## История
В XII веке по повелению Гийома X — герцога Аквитании и Гаскони, графа Пуатье создаётся несколько крупных виноградников в Пуату — Шаранта, получивших название «виноградники Пуату».

Город Коньяк, известный с XI века как крупный центр по торговле солью, принимал и голландские корабли, которые перевозили соль из Франции в страны Северной Европы. Кроме соли, голландцы захватывали на борт и бочки с местным вином из «виноградников Пуату», которое стало пользоваться постоянным спросом. Успех в продаже вин способствовал началу расширения «виноградников Пуату» до областей Сентонж и Ангумуа. Есть мнение, что именно эти факты положили начало массовой посадке виноградников и производству вин в бассейне реки Шаранта. 
 В 1453 г. заканчивается Столетняя война, англичан вытесняют с материка, и Шаранта теряет достаточно большой рынок сбыта своих вин. Виноделие приходит в упадок. Виноградники вырубают и на их месте высаживают лес. В это время появляются названия будущих субрегионов Бон Буа (Bons Bois), Фэн Буа (Fins Bois) и Буа Ординер (Bois ordinaires).
Кроме соли и вин из Пуату-Шаранта, голландские корабли заходили в порты Шаранты за местными винами из виноградников Шампани и Бордери. В XVI веке по причине перепроизводства вина становятся хуже по качеству и содержанию алкоголя, что делает невозможным их длительную транспортировку морем в страны Северной Европы. Именно тогда голландцы начинают установку своих новых перегонных устройств и пробуют дистиллировать местные вина в brandwijn или «жжёное вино» — аналог будущего бренди. После транспортировки морем brandwijn разбавляли водой для воссоздания, как задумывалось, того самого исходного вина.
В начале XVII века в хозяйствах Пуату-Шаранта появились новые технологии и новый продукт — винный дистиллят, который при перевозке морем уже не изменяет свои качества. Винный дистиллят является более насыщенным и ароматным, нежели вино, а его перевозка обходится в несколько раз дешевле. Первые перегонные аппараты, установленные приезжими голландцами, постепенно стали более совершенными, а сами французы овладели технологией дистилляции гораздо лучше создателей, улучшив её, произведя первую двойную дистилляцию. Благодаря неприятным задержкам для судовладельцев при загрузке судов, выяснилось, что винный дистиллят улучшает свои качества, находясь в дубовых бочках, и что его можно употреблять в неразбавленном виде.
Начиная с конца XVII века и особенно с начала XVIII века торговля начинает обретать всё более организованные формы. В ответ на формирующийся спрос на товары и услуги в основных городах региона создаются посреднические фирмы, по большей части англосаксонские. Некоторые из них просуществовали до настоящего времени. Посреднические фирмы закупают производимый винный дистиллят, оказывают посреднические услуги для смежных производств, заключают контракты с постоянными покупателями из Центральной и Северной Европы, Северной Америки и Дальнего Востока.
С середины XIX века в Коньяке и других крупных городах региона открываются многочисленные торговые дома, которые начинают отправлять виноградный спирт не в бочках, как раньше, а уже в бутылках. Эта новая форма торговли способствует возникновению смежных производств, таких как производство стекла (с 1885 года Клод Буше механизирует производство бутылок на заводе Сан Мартан дэ Коньяк), производство упаковочных ящиков, пробок из коры пробкового дерева и печатной продукции. Площадь стремительно расширяющихся виноградников в Шаранте достигает 280 тыс. гектаров.
В 1870-х годах из Северной Америки вместе с аборигенными виноградными лозами в Шаранту были завезены и крупные неприятности: корневая тля (Daktulosphaira vitifoliae), или филлоксера, и микроскопический паразитический грибок (Plasmopara viticola), или мильдью, которые за несколько лет уничтожили большую часть виноградников Европы, не обладающих иммунитетом против таких вредителей. К 1893 году площадь, занимаемая виноградниками в Шаранте, составила всего 40 тыс. гектаров. В 1888 году, как оперативный штаб по разрешению проблемы, был создан «Комитет Виноградарства», который уже в 1892 году был преобразован в «Виноградарскую технологическую станцию». Французские селекционеры стали скрещивать аборигенные американские сорта винограда, устойчивые к филлоксере и мильдью, с французскими сортами. Таким образом было создано множество новых сортов, которые носили названия по имени их создателя с присвоением условного порядкового (технического) номера. Позднее уже некоторые из наиболее удачных сортов получили персональные названия. На восстановление же виноградников и экономики региона потребовался не один десяток лет.
Традиционные французские сорта винограда, используемые в производстве коньяка и ослабленные американскими подвоями (фоль бланш, коломбар, монтиль…), постепенно заменяют на лозы более стойкого к болезням и погодным условиям сорта винограда треббиано, во Франции известного под названием уньи блан (Ugni Blanc). В настоящее время именно уньи блан обеспечивает более 90 % производства коньяка. 1 мая 1909 года производится географическая разметка зоны производства коньяка, а с 1936 года коньяк законодательно утверждён и защищён как Appellation d’Origine Contrôlée (контролируемое название по происхождению).
Во время Второй мировой войны в Шаранте создаётся специальное бюро по контролю над производством и продажам вин и коньячных спиртов с целью сохранения запасов, которое после освобождения Франции будет переименовано в «Национальное межпрофессиональное бюро коньяков». Вышеупомянутая «Виноградарская технологическая станция» вошла в состав Бюро в 1948 году, завершив тем самым формирование одной из могущественных профессиональных организаций во Франции.

### Российский коньяк на Всемирной выставке (1900)
Бытует история о том, что на Всемирной выставке 1900 года в Париже подданный Российской империи Николай Шустов анонимно представил для оценки образцы продукции принадлежащих ему коньячных заводов в Ереване и Одессе. Эксперты присудили этому коньяку первое место, а после раскрытия инкогнито производителя коньяка Николай Шустов получил разрешение называть свою продукцию словом «Сognac» — привилегия, которую во Франции ранее не имел ни один из зарубежных производителей. Однако существование такой привилегии ставится под сомнение; возможно, что история — вымысел самого Шустова, известного использованием широкомасштабной, изобретательной и агрессивной рекламы. Хотя фирма «Шустов и сыновья» действительно на выставке 1900 года была лауреатом Grand-prix в классе «Sirops et liqueurs; spiritueux divers; alcools d’industrie», некоторые источники отмечают, что первым коньяком Шустова, получившим какие-либо международные награды, был «Фин-шампань отборный», появившийся в 1901 году.

## Технология производства
Основным сортом белого винограда, из которого производится коньяк, является треббиано (уньи блан) — медленно созревающий сорт с высокой кислотностью, высокой урожайностью и устойчивостью к болезням (в частности, к серой гнили и филлоксере). Кроме уньи блан, в хозяйствах, в несколько меньшей степени, выращивают и используют в производстве коньяка сорта фоль бланш, коломбар и монтиль. Они дают более ароматные и богатые во вкусе спирты, нежели уньи блан, но очень сложны в выращивании. Сбор урожая в хозяйствах обычно происходит в октябре.
Сразу же после сбора урожая начинается отжим виноградного сока. При отжиме сока традиционно используют горизонтальные пневматические прессы, которые не дробят косточки ягод. Использование винтовых прессов запрещено законодательством Франции[уточнить]. Отжатый виноградный сок далее отправляют на ферментацию. Добавление сахара (или шаптализация) при ферментации запрещено законодательством Франции[уточнить]. Как и весь процесс производства, отжим и ферментация тщательно контролируются, так как они играют определяющую роль в итоговом качестве коньячного спирта. Ферментация длится порядка трёх недель, после чего вина с высокой кислотностью и содержащие 9 % алкоголя отправляют на дистилляцию.
Процесс дистилляции ферментированного виноградного вина происходит в традиционном «шарантском перегонном кубе», состоящем из подогреваемого на открытом огне экстракционного котла (источниками огня являются уголь или газ), колпака котла в форме «луковицы», и трубки, изогнутой в виде «лебединой шеи», которая далее трансформируется в змеевик, проходящий через охладитель. Непосредственно процесс дистилляции состоит из двух этапов:
- 1-й этап — это получение первичного базового дистиллята, так называемого спирта-сырца (фр. première chauffe), крепостью порядка 27—32 %. Небольшие производители дистиллируют вино «на осадке», то есть не фильтруя, тем самым получают спирт-сырец с максимальным количеством ароматических и вкусовых составляющих, что в последующем передаётся характеру будущего коньяка;
- 2-й этап — это отправка спирта-сырца на вторичную дистилляцию для получения уже базового высококачественного коньячного спирта (фр. bonne chauffe). Во втором этапе дистилляции полностью открывается опыт и мастерство «мастера дистилляции», на котором лежит ответственность за корректный отбор первой, второй и третьей фракции дистиллята. Именно вторая фракция, крепостью 68—72 % алкоголя, идёт на дальнейшую выдержку в дубовых бочках и становится коньяком.

Согласно законодательству Франции[уточнить], коньячный спирт, дабы называться коньяком, должен быть выдержан в дубовых бочках не менее двух лет. Максимальный же возраст выдержки коньяка во Франции не ограничен законодательно[уточнить]. Но, как показывает практика, выдержка коньяка в бочке более 70 лет уже не влияет на его характер, и изменения, происходящие с ним, незначительны. Дуб, как материал для изготовления бочек, выбран по причине прочности, мелкозернистости структуры и высоких экстрактивных качеств. Бочки для коньяка, объёмом от 270 до 450 литров, до сих пор изготавливают вручную из стволов дуба, произрастающего в лесах Тронсе и Лимузен, возрастом не менее 80 лет. Тронсейский дуб характеризуется крупнозернистой мягкотанинной структурой, в то время, как лимузенский — среднезернистой, твёрдой и высокотанинной структурой. При изготовлении бочки обжигаются изнутри, чтобы размягчить структуру дерева, повысив тем самым его экстрактивные качества. Существует несколько уровней обжига бочек, в зависимости от потребностей производителя. Интересно, что после обжига внутренняя поверхность бочки покрыта слоем жжёного сахара — видоизменённой под воздействием температуры глюкозы, находящейся в структуре дерева. После заполнения бочки с будущим коньяком помещают в погреб для последующей выдержки или «созревания».
За время первых лет выдержки свойства коньячного спирта меняются, происходит экстрагирование извлекаемых из древесины дубильных веществ, лигнина, редуцирующих сахаров, и в меньшей степени — аминокислот, липидов, летучих кислот и масел, смол, а также ферментов. Коньячный спирт приобретает золотистую окраску и наполняется древесно-ванильными ароматами. Со временем коньяк становится темнее в цвете, мягче и округлее, в аромате и вкусе появляется множество оттенков, среди которых ноты цветов, фруктов и специй. Природная влажность погреба также оказывает большое влияние на будущий коньяк. Чем ниже влажность в погребе, тем более структурным становится коньяк, чем выше влажность погреба, тем с годами коньяк становится мягче и округлее. В процессе выдержки значительная часть спирта испаряется через поры дерева — так называемая «доля ангелов». «Доля ангелов» представляет собой эквивалент более чем двадцати миллионов бутылок в год. Интересно, что эти «потери» служат питательной средой для микроскопических грибов, Torula compniacensis, которые покрывают стены погреба, придавая им характерный чёрный цвет.
Если коньяк, по мнению «мастера погреба», достигает пика в своём развитии, его переливают из бочек в стеклянные бутыли, так называемые «дам-жоны» (фр. Dames-Jeanne), укупоривают и помещают в самое удалённое место погреба, где они могут храниться десятилетиями без изменений — это «райское» место (фр. Paradis).
В большинстве случаев коньяк получают путём ассамблирования (или смешивания) коньячных спиртов разных лет выдержки. При этом выдержка конечного продукта определяется минимальным сроком выдержки составляющих. При массовом производстве коньяка ассамблирование позволяет поддерживать его одинаковые органолептические свойства независимо от качества урожая винограда. Также существуют коньяки с указанием конкретного возраста выдержки и указанием года сбора урожая. Производство коньяков с указанием года сбора урожая, или миллезимных, находится под особым контролем Национального Межпрофессионального Бюро коньяков.

## Классификация коньяков
Жёсткие стандарты, включающие в себя в том числе и систему контроля над возрастом коньяков, установлены Национальным межпрофессиональным бюро коньяков.
Потребители могут узнать о возрасте коньяка по специальным обозначениям на этикетках бутылок. Все указанные в классификации сроки означают, что каждый из входящих в данный коньяк спиртов имеет срок выдержки не менее указанного. Срок выдержки «считается» с часа ночи 1 апреля, следующего за официальным прекращением перегонки вина данного урожая. «Счёт», или контроль возраста коньяка, начинается с «00» и заканчивается на «6». Первые три «счёта» не учитываются в таблице категории возрастов, потому как являются промежуточным звеном в технологическом процессе производства. Согласно законодательству, минимальный возраст коньяка, имеющего право поступить в продажу, составляет 2 года выдержки в дубовой бочке или на «счёт 2»:
- Счёт 00: является счётом дистилляции (по 31 марта);
- Счёт 0: начинается с 1 апреля, после окончания дистилляции;
- Счёт 1: первый год выдержки коньяка в дубовой бочке;
- Счёт 2: V.S. (Very Special), Selection, de Luxe, Trois Etoiles — не менее 2 лет;
- Счёт 3: Superior — не менее 3 лет;
- Счёт 4: V.S.O.P. (Very Superior Old Pale), V.O. (Very Old), Vieux, Reserve — не менее 4 лет;
- Счёт 5: V.V.S.O.P. (Very Very Superior Old Pale), Grande Reserve — не менее 5 лет;[источник не указан 4015 дней]
- Счёт 6: X.O. (Extra Old), Extra, Napoleon, Royal, Tres Vieux, Vieille Reserve Braastad — не менее 6 лет. С 1 апреля 2018 года — минимум 10 лет.

В данном списке представлены наиболее распространённые категорийные обозначения, хотя в законодательном решении уполномоченного от Правительства Франции при «Национальном Межпрофессиональном Бюро Коньяка» от 23 августа 1983 года, их прописано намного больше по каждому «счёту».
Классификация коньяков, имеющих выдержку (самых молодых спиртов) более 6,5 лет, запрещена Бюро, которое считает, что невозможно контролировать процессы купажирования на сроки более 6,5 лет.
Названия Extra, Napoleon, Grand Reserve означают не название (бренд) коньяка, а марку в классификации.

## Регламентация
Как и любой другой национальный продукт, французское законодательство определяет, регламентирует и защищает коньяк, в том числе и сам технологический процесс его производства, следующими законодательными актами:
- Декрет от 1 мая 1909 года чётко определяет, регламентирует и закрепляет:
  - Территориальные границы производства коньяка, включая уже существующие региональные апелласьоны «коньяк», «о-дэ-ви дэ коньяк» и «о-дэ-ви дэз Шарант», как «Appellation d’Origine Contrôlée». Аппелясьон охватывает большую часть территории департаментов Шаранта, Шаранта Приморская и несколько населённых пунктов в департаментах Дордонь и Дё-Севр. Общая площадь апелласьона, закреплённая в Декрете, составляет более миллиона гектаров, но непосредственно виноградники занимают в нём чуть более 78 тыс. гектаров;
- Декрет от 19 августа 1921 года чётко определяет, регламентирует и закрепляет:
  - Запрет на внесение любых добавок при производстве коньяка, за исключением:
    - Снижения содержания алкоголя с помощью дистиллированной или деминерализованной воды;
    - Добавление сахара, карамели, настоя на дубовой стружке (регламентируемый %).
- Декрет от 15 мая 1936 года чётко определяет, регламентирует и закрепляет:
  - Региональные апелласьоны «коньяк», «о-дэ-ви дэ коньяк» и «о-дэ-ви дэз Шарант»;
  - Категорию «Fine Champagne», как «Appellation d’Origine Contrôlée»;
  - Основные сорта винограда, из которых должен производиться коньяк — это уньи блан, фоль бланш, коломбар, монтиль, жюрансон блан, семийон, месли сэн-франсуа. А также сорта фолиньян и селект, соотношение которых в ассамбляжах должно быть не более 10 % от основных;
  - Запрещение добавление сахара при винификации виноградного сока в департаментах Шаранта и Приморская Шаранта. В департаменте Приморская Шаранта производителям необходимо дополнительное предоставление документального подтверждения о неиспользовании сахара в «Национальное Межпрофессиональное Бюро Коньяка»;
  - При отжиме винограда запрещено использование винта Архимеда (так называемый, непрерывный отжим);
  - Согласно традиционной технологии, при перегонке вина, «шарантский метод» включает в себя два этапа: получение «спирта-сырца» и повторную перегонку;
  - Разрешение использования только традиционного «шарантского» перегонного куба, общей ёмкостью не более 30 гектолитров, из которых 25 гектолитров поступают на повторный подогрев;
  - Максимальная разрешённая крепость, полученная в результате дистилляции, составляет 72 %. при 15 °C;
  - Срок окончания дистилляции — 31 марта года, следующего за годом сбора урожая;
  - Крепость коньяка при продаже во Франции и за рубежом не должна превышать 40 %. Дополнительные условия предоставляются только с разрешения «Национального Межпрофессионального Бюро Коньяка»;
- Декрет от 13 января 1938 года чётко определяет территориальные границы субрегиональных производственных зон с населёнными пунктами, как «Appellation d’Origine Contrôlée». В постановлении закреплены следующие семь апелласьонов (субрегионов или крю — шесть) «или наименований, контролируемых по происхождению». Они в основном совпадают с названиями субрегионов:
  - Cognac (Коньяк) название, которое может поместить на своей этикетке любой официальный производитель коньяка в этом регионе
  - Grande Champagne (Гранд Шампань) или Grande Fine Champagne (Гранд Фин Шампань)
  - Petite Champagne (Птит Шампань) или Fine Petite Champagne (Фин Птит Шампань)
  - Borderies (Бордери)
  - Fins Bois (Фэн Буа)
  - Bons Bois (Бон Буа)
  - Bois ordinaires (Буа Ординэр)

Категория Fine Champagne требует особого пояснения. Термин Fine употребляется в значении Жанр, то есть крепкие спиртные напитки, произведённые в соответствующих апеласьонах. Полностью словосочетание означает, что коньяк произведен из винограда как Гран, так и Пти Шампани, причём доля коньячных спиртов Гран Шампани должна составлять не менее половины. Необходимо также добавить, что коньяк из субрегиона Bois ordinaires (Буа Ординэр) может поступать в продажу только под апеласьоном Cognac (Коньяк).
Коньячные спирты каждого субрегиона обладают своими отличительными особенностями. Использование этих особенностей при смешивании позволяет мастерам коньячных дел добиваться определённых свойств конечного продукта. Коньяк, произведённый из спиртов винограда разных субрегионов, поступает в продажу только под апелласьоном Cognac (Коньяк).
- Декрет от 27 июля 2003 года чётко определяет, регламентирует и закрепляет:
  - Выдержка коньяка должна производиться исключительно в погребах, сертифицированных «Национальным Межпрофессиональным Бюро Коньяка», что даёт право и на сертификацию непосредственно будущего напитка. Только Бюро, согласно законодательству, может выдавать документы для последующих экспортных операций;
  - Выдержка коньяка должна происходить в дубовых бочках двух категорий, в зависимости от традиций производителя: из лимузенского «каменного» дуба (фр. Limousin) или/и тронсейского «черешчатого» дуба (фр. Tronçais);
  - Учёт и контроль возраста коньяка осуществляются единственным государственным органом — «Национальным Межпрофессиональным Бюро Коньяка»;
  - Минимальная выдержка коньяка перед поступлением в продажу — это два года (или 24 месяца с момента окончания дистилляции).

## Субрегиональное деление
- Champagne — глинистые и меловые тонкие почвы, лежащие сверху мягкого мелового слоя мелового периода. От поверхности почвы вглубь содержание известняка становится очень высоким и достигает в некоторых местах 60 процентов. Слой же глины монтмориллонит за счёт своих свойств придаёт местным почвам хорошую структуру и достаточный запас воды для питания лозы. Несмотря на тонкость, почвы двух Крю Шампани не страдают от нехватки воды, так как подпочвы представляют собой гигантскую губку, через которую вода может медленно подниматься к поверхности в засушливые дни;
  - Grande Champagne Appellation Contrôlée — виноградники занимают порядка 13 159 гектаров субрегиона. Коньяк, произведённый из винограда, собранного в данном субрегионе, обладает лёгким, деликатным ароматом с доминирующими цветочными тонами и высоким потенциалом к выдержке;
  - Petite Champagne Appellation Contrôlée — виноградники занимают порядка 15 246 гектаров субрегиона. Коньяк, произведённый из винограда, собранного в данном субрегионе, обладает деликатным, но более плотным ароматом с доминирующими фруктовыми тонами и высоким потенциалом к выдержке.
- Borderies Appellation Contrôlée — самый маленький субрегион Коньяка. Почвы Бордери содержат большой процент глины и кремния, образованных вследствие разложения известняка. Лежащий к северо-востоку от Коньяка, субрегион охватывает порядка 3 987 гектаров виноградников, с лоз которых производят прекрасные округлые и мягкие коньяки с выраженными тонами фиалок. Коньяки, произведённые в Бордери, достигают оптимального качества после более короткого периода взросления, нежели коньяки двух субрегионов Шампани.
- Fins Bois Appellation Contrôlée — большая часть этого субрегиона состоит из глинистых меловых почв, известных, как «groies», которые очень похожи на почвы двух крю из Шампани, за исключением вкрапления красных каменистых слоёв Юрского периода. Расположенные на «бедных землях» к северу от Коньяка, почвы этого Крю перемежаются и более тяжёлыми глинистыми слоями, которые могут достигать 60 процентов. Виноградники субрегиона занимают порядка 31 000 гектаров. Из винограда, собранного в Фэн Буа, производят округлые, мягкие коньяки, которые взрослеют очень быстро и отличаются тонами, которые напоминают аромат недавно отжатого виноградного сока.
- Bons Bois Appellation Contrôlée — почвы этого субрегиона прибрежные песчано-глинистые, а в своей южной части более песчаные. Именно в этих местах скапливается песок, вымываемый эрозией почвы из Центрального Массива. Виноградники здесь в большей степени, чем в вышеуказанных субрегионах, перемежаются с другими экозонами: пастбищами, сосновыми и каштановыми лесами. Территория этого субрегиона образует своеобразное обширное кольцо, занимающее 372 053 гектаров, и лишь 9 308 гектаров, территории которых регламентированы для производства коньяка.
- Bois à Terroir или Bois Ordinaires Appellation Contrôlée — в этом субрегионе, охватывающем 260 417 гектаров, всего лишь менее 1 101 гектаров находятся под виноградниками, регламентированными для производства коньяка. Континентальные песчаные почвы, расположенные вдоль океана, а также регламентированные территории на островах Ре и Олерон рождают виноградные спирты, которые быстро достигают зрелости и имеют ярко выраженный оттенок терруарности.

## Этикетка
Согласно законодательным актам, следующая информация, в обязательном порядке, должна присутствовать на лицевой и/или контрэтикетке бутылки с коньяком:
- Наименование (Cognac, Eau-de-vie de Cognac, Eau-de-vie des Charentes);
- Ёмкость (согласно Директиве Парламента и Совета ЕС 75/106/ЕЭС от 19 января 1974 года о сближении законодательства государств-членов, касающихся предварительной расфасовки по объёму жидкостей);
- Крепость (в % об.) должна быть указана в поле зрения на лицевой или контрэтикетке);
- Юридическое название, адрес производителя или предприятия по розливу, зарегистрированного внутри Европейского сообщества (согласно Директиве Парламента и Совета ЕС 2000/13/EC от 20 марта 2000 года по сближению законодательств государств-членов в отношении маркировки, внешнего вида и рекламы пищевых продуктов);
- Обязательное указание апелласьона принадлежности, как то Fine Champagne Appellation Contrôlée, Grande Champagne Appellation Contrôlée, Petite Champagne Appellation Contrôlée и т. д.

## Употребление
Употребление напитка зависит от его свойств, коньяки подразделяются на мягкие и более терпкие.
В настоящее время уже сложно говорить о традициях употребления коньяка, ибо время стремительно всё меняет. До недавнего времени традиционным бокалом для коньяка считался «снифтер» (от английского глагола to sniff — нюхать, вдыхать носом) или шарообразный бокал, зауженный кверху, с большой чашей (180—240 мл) и короткой ножкой. Этот бокал держали в ладони, согревая коньяк её теплом, вращали коньяк по стенкам чаши и наслаждались его ароматами, погружая нос в бокал. Но время внесло свои коррективы, и в настоящее время более традиционным бокалом уже считается «тюльпан» или бокал с чашей в форме закрытого (или раскрытого) бутона тюльпана, ёмкостью порядка 140 мл, на высокой ножке. Этот бокал держат за ножку, как винный бокал, вращают коньяк по стенкам чаши, позволяя ему активно «дышать» кислородом, и наслаждаются ароматами коньяка через узкий «выход» бокала. Коньяк не охлаждают и не подогревают, оптимальная температура подачи коньяка — комнатная.
Французы же закрепили и традиционность сочетания коньяка, как дижестива, а именно, что он сочетается с тремя «С» — это шоколад (фр. chocolat), кофе (фр. café) и сигара (фр. cigare). Американцы же как представители крупнейшего рынка потребителей коньяка также привнесли свои особенности его употребления, но уже как аперитива перед едой в сочетании с тоником. В основном они добавляют тоник в молодые коньяки уровня V.S., V.S.O.P. или Napoleon. В Скандинавии предпочитают более мягкие сорта, от скандинавских по происхождению фирм, такие, Braastad и Bache, эти коньяки не сочетаются с резкими острыми вкусами, но хороши с десертом.
В России ещё с николаевских времен сложилась традиция закусывать коньяк долькой лимона (иногда засахаренной), на Западе она так и называется — «а ля Николя». Согласно легенде, Император Николай I однажды попробовал настоящий французский коньяк. Он показался ему весьма крепким, а «под рукой» оказалась только долька лимона. Впоследствии он многократно повторял эту процедуру и как-то раз предложил попробовать своему окружению. С тех пор процесс заедания лимоном прижился и дошёл до наших дней (см. Николашка). Эта традиция имеет распространение только в России и других странах постсоветского пространства.

## Производители
- Godet
- Rémy Martin
- Courvoisier
- Hennessy
- Martell
- Camus
- w:en:Braastad
- w:en:Bache-Gabrielsen

## Компании и бренды
Существует около 200 производителей коньяка. Согласно одной из оценок 2008 года большой процент коньяка — более 90 % приходится на рынок США — поступает только от четырёх производителей (т. н. большая коньячная четвёрка): Courvoisier (принадлежит Beam Suntory), Hennessy (LVMH), Martell (Pernod Ricard) и Rémy Martin (Rémy Cointreau). Другие бренды, отвечающие критериям AOC для коньяка, включают: Bache-Gabrielsen / Dupuy, Braastad, Camus, La Fontaine de La Pouyade, Château Fontpinot, Delamain, Pierre Ferrand, Frapin, Gautier, Hine, Marcel Ragnaud, Moyet, Otard, Meukow и коньяк Croizet.

## Использование названия другими странами

### Армения
В 2021 году правительство Армении одобрило соглашение с ЕС об отказе от маркировки «коньяк» на своей алкогольной продукции. За это Брюссель выплатит Еревану 3 миллиона евро. Отказаться от названия необходимо к 2043 году. При этом производить новые партии под названием коньяк будет нельзя уже с 2032 года.

### Россия
Законом «О внесении изменений в Федеральный закон „О государственном регулировании производства и оборота этилового спирта, алкогольной и спиртосодержащей продукции и об ограничении потребления (распития) алкогольной продукции“ и отдельные законодательные акты Российской Федерации» (345-ФЗ) от 2 июля 2021 года осуществляется правовая охрана использования термина «коньяк» в отношении алкогольной продукции, произведённой в России.